# ÖSA

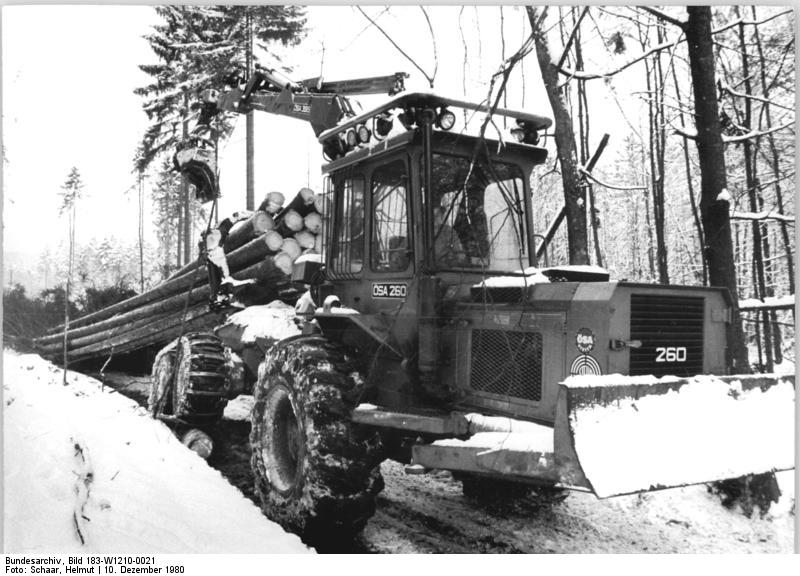
ÖSA 260, skotare

Östbergs Fabriks AB, ÖSA, var en svensk mekanisk industri i Alfta. Företaget tillverkade bland annat skogsbruksmaskiner från tidigt 1950-tal och var en av pionjärerna vid mekaniseringen av skogsbruket i Skandinavien. Företaget tillverkade skördare, skotare, lyftkranar och diverse ombyggnadssatser för olika skogsfordon. År 1952 började företaget tillverka de så kallade Alfta-banden för montering på traktorer och lastbilar för bättre terrängframkomlighet. Företaget köptes av Timberjack (John Deere) och 1993 flyttades tillverkningen efter många års verksamhet i Filipstad till Finland.
I början av 1990-talet hade företaget en mängd olika maskiner i produktprogrammet, bland andra:
- ÖSA 710 Processor fällare – kvistare – kapare – buntare
- ÖSA 670 Processor fällare – läggare
- ÖSA 270 Basmaskin, för uppbyggnad av egen skotare/skördare
- ÖSA 260 Skotare

## Historik
ÖSA var från början en bysmedja i Alfta. Smedjan med månghundraåriga traditioner låg på Hymmersbacken. År 1913 brann den ned, men återuppbyggdes och nyttjades fram till 1918 då man köpte en slakteribyggnad som fortfarande finns kvar. Smeden vid den tiden hette Jonas Östberg, född 1891. Han utbildades till hovslagare 1912. Efter sin examen gick han in i familjens verksamhet. Tillverkningen speglade bygdens behov av mekaniska hjälpmedel i lant- och skogsbruk. Under 1950-talet började man tillverka maskiner avsedda för enbart skogsbruk. Det var i början ombyggda lastbilar som utrustades med hel- och halvband för att dra fram virket ur skogen. Maskinerna var föregångarna till den terränggående virkeslastmaskinen, idag kallad skotare.